# Třída Yarmook
Třída Yarmook je třída oceánských hlídkových lodí nebo korvety pákistánského námořnictva. Jedná se o plavidla řazená do rodiny Damen OPV 1900 nizozemské loďařské koncerny Damen Group. Celkem byly postaveny dvě jednotky této třídy. Do služby byly přijaty roku 2020. Mezi jejich úkoly patří průzkum, prosazování práva, nebo mise SAR. Samo pákistánské námořnictvo plavidla označuje jako korvety.

## Stavba
Stavba dvou jednotek této třídy byla Pákistánem objednána 12. června 2017 u nizozemské loděnice Damen Group. Jejich stavbu zajistila pobočka loděnice Damen v rumunském Galați. Prototypová jednotka Yarmook byla do služby přijata 13. února 2020 v přístavu Constanta. Její sesterská loď Tabuk do služby vstoupila 12. listopadu 2020.
Jednotky třídy Yarmook:
| Jméno         | Zahájení stavby | Spuštěna        | Vstup do služby    | Status  |
| ------------- | --------------- | --------------- | ------------------ | ------- |
| Yarmook (271) | 23. dubna 2018  | 17. května 2019 | 13. února 2020     | aktivní |
| Tabuk (272)   | listopad 2018   | 3. září 2019    | 12. listopadu 2020 | aktivní |

## Konstrukce
Plavidlo nese vyhledávací radar MR-36A, systémy elektronického boje a vrhače klamných cílů. Výzbroj představuje 30mm kanón ve zbraňové stanici a několik 12,7mm kulometů. Dále je možná instalace až osmi protilodních střel. Je vybaveno jedním 6,6metrovým a jedním 11,5metrovým člunem RHIB. Na palubě je prostor pro dva 20stopé kontejnery. Na zádi se nachází přistávací plocha a hangár pro vrtulník a bezpilotní prostředky. Pohonný systém má koncepci CODAD. Tvoří jej čtyři diesely Caterpillar 3516. Lodní šrouby jsou dva. Nejvyšší rychlost dosahuje 22 uzlů. Dosah je 6000 námořních mil při rychlosti dvanáct uzlů.